# Mark Viduka
Mark Anthony Viduka (ˈʋiduka) (Melbourne, 9 d'octubre de 1975) és un exjugador de futbol que jugava de davanter centre. Ell va capitanejar la selecció nacional australiana a la Copa del Món de futbol de 2006 a Alemanya fins als vuitens de final. Té el rècord de màxim golejador australià a la prestigiosa competició de la Lliga de Campions amb quatre gols.

## Palmarès
Melbourne Knights
- National Soccer League: 1994–95
- National Soccer League Cup: 1994–95
- NSL Minor Premiership: 1993–94, 1994–95

Dinamo Zagreb
- Lliga croata de futbol: 1995–96, 1996–97, 1997–98
- Copa croata de futbol: 1995–96, 1996–97, 1997–98

Celtic
- Copa de la Lliga escocesa de futbol: 1999–2000

Austràlia U20
- Campionat sub-20 de l'OFC: 1994

Austràlia U23
- Torneig preolímpic de l'OFC: 1996[3]

Austràlia
- Copa Confederacions de la FIFA: runner up, 1997[4]

Individual
- Oceania Footballer of the Year: 2000
- Australian Sports Medal: 2000
- Futbolista de l'any a Escòcia: 2000